# Skørping Sogn
Skørping Sogn  ist eine Kirchspielsgemeinde (dän.: Sogn) nördlich des Waldgebietes Rold Skov auf der jütischen Halbinsel Himmerland im Norden Dänemarks. Die Gemeinde liegt in der Rebild Kommune. Bis zur Kommunalreform von 1970 gehörte sie zur Harde Hellum Herred im Ålborg Amt. In Skørping Sogn liegen Skørping Kirke und Skørping Nykirke.
In Skørping Sogn liegen die folgenden autorisierten Ortsnamen:
- Bjergeskov (Areal)
- Brændeskov (Areal)
- Fræer Purker (Areal)
- Gammel Skørping (Bebauung)
- Hellumtved (Bebauung)
- Mosskov (Bebauung)
- Mossø (Wasserareal)
- Mørkeskov (Areal)
- Nørreskov (Areal)
- Ottrup Huse (Bebauung)
- Rebild (Bebauung, Grundstück)
- Rebild Bakker (Areal)
- Rebild Skovhuse (Bebauung)
- Rebildtved (Bebauung)
- Skindbjerg (Bebauung, Grundstück)
- Skindbjerglund (Areal, Bebauung)
- Skørping (Bebauung, Grundstück)
- Skørping Lund (Areal)
- Skørpingholme (Bebauung)
- Store Økssø (Wasserareal)
- Sønderskov (Areal)
- Vedsted Skov (Areal)
- Vælderskov (Areal)